# Du blé en liasses
Pour plus de détails, voir Fiche technique et Distribution.
Du blé en liasses est un film français réalisé en 1969 par Alain Brunet, sorti en 1974.

## Synopsis
Un ancien publicitaire revient à Paris dans le but de se venger d'un ancien collaborateur tout en montant sa propre affaire pour se faire une place dans le monde de la finance...

## Fiche technique
- Titre : Du blé en liasses
- Titres alternatifs : L'Arriviste / Le Requin / S comme salaud
- Réalisation : Alain Brunet
- Scénario et dialogues : Alain Brunet
- Photographie : Vladimir Ivanov et Paul Souvestre
- Musique : Armand Seggian
- Costumes : Pierre Balmain
- Pays d'origine :  France
- Durée : 90 minutes
- Date de sortie : 
  - France : 4 septembre 1974

## Distribution
- Arlene Dahl : Barbara Boyer
- Jean Richard : Bauchard
- Marcel Dalio : Vanessian
- Roger Dumas : Faubst
- Jacques Brunet : Jacques Morand
- François Patrice : Germont
- Jean-Louis Le Goff : François
- Françoise Petit : Françoise
- Louis Arbessier : le ministre
- Bernard Charlan : le contremaître
- Bernard Bauronne : le chef de chantier
- Michel Duplaix
- Lucie Arnold
- Danièle Desouches
- Etienne Dirand
- Steve Eckardt
- Nicole Evans
- Marie-Corinne Lahaye
- Mick Leclerc
- Roland Perez